# Caterina Scorsone
Caterina Reminy Scorsone (ur. 16 października 1981 w Toronto) – kanadyjska aktorka filmowa i telewizyjna. Grała m.in. Jess w serialu Poszukiwani oraz dr Amelię Shepherd w serialach Prywatna praktyka i Chirurdzy.

## Kariera
Caterine Scorsone mając 8 lat występowała w telewizyjnym programie dla dzieci, Mr. Dressup. W 1998 Scorsone dostała rolę Amber w jednym z projektów kanadyjskiego radia CBC nazwanego Peggy Delaney. W latach 1998−2000 wystąpiła jako Michelle Parker w serialu Twarda gra. Za tę rolę otrzymała swoją pierwszą nominację do kanadyjskiej nagrody Gemini Award (kanadyjski odpowiednik nagrody Emmy).
W 2003 roku Scorsone otrzymała główną rolę w serialu Poszukiwani. Zagrała Jess Mastriani, młodą kobietę, która w swoich wizjach widzi zaginione osoby, a po ocaleniu kilku z nich dołącza do FBI. W 2009 roku Scorsone zagrała główną rolę, Alicję Hamilton w miniserialu Alicja. W 2010 roku aktorka dołączyła do obsady amerykańskiego serialu Prywatna praktyka w roli dr Amelii Shepherd. W tej samej roli wystąpiła gościnnie w serialu Chirurdzy, a w 2014 roku dołączyła do głównej obsady serialu.

## Życie prywatne
W czerwcu 2009 w Toronto Caterina Scorsone wyszła za Roba Gilesa, muzyka z zespołu The Rescues. Para ma dwoje dzieci: Elizę Giles (ur. 2012) oraz Palomę Michele Giles (ur. 2016). 30 października 2019 Scorsone ogłosiła, że spodziewa się trzeciego dziecka

## Filmografia

### Filmy
- 1995: When the Dark Man Calls jako Angie
- 1995: Shock Treatment jako Robyn Belmore
- 1998: Córy amerykańskich Ravioli (Strike)! jako Susie
- 1998: Opowieści o odwadze: Dwie rodziny (Rescuers: Stories of Courage: Two Families) jako Irena Csizmadia
- 1999: Teen Knight jako Alison
- 1999: Arytmetyka diabła (The Devil’s Arithmetic) jako Jessica
- 1999: Trzeci cud (The Third Miracle) jako Maria Witkowski
- 2000: Tylko dla dorosłych (Rated X) jako Liberty
- 2000: Wspólny mianownik (Common Ground) jako Peggy
- 2001: Prawie normalni (Borderline Normal) jako Beth
- 2001: Ten okropny rok! (My Horrible Year!) jako 'Babyface' Hamilton
- 2008: Ny-Lon
- 2009: Alicja jako Alicja Hamilton
- 2010: Furia (Edge of Darkness) jako Melissa
- 2014: Listopadowy człowiek jako Celia

### Seriale
- 1996: Tucker, Becka i inni (Flash Forward) jako Darby (sezon 1 odcinek 23)
- 1996: Ready or Not jako Colleen (sezon 4 odcinek 6)
- 1996: Czynnik PSI (PSI Factor: Chronicles of the Paranormal) jako Megan Lester (sezon 1 odcinek 2)
- 1998: Był sobie złodziej (Once a Thief) jako Alice 'Allegra' Mansfield (sezon 1 odcinek 18)
- 1996–1998: Gęsia skórka (Goosebumps) jako Jessica Walters / Sara Kramer
- 1998−2000: Twarda gra (Power Play) jako Michelle Parker
- 2002: The Associates jako Anna Clay
- 2003–2006: Poszukiwani (1-800 Missing) jako Jess Mastriani
- 2008: Agenci ICS: Wydział pościgowy (The Border) jako Sorrayya (sezon 1 odcinek 8)
- 2008: Straż przybrzeżna (The Guard) jako Beth (sezon 1 odcinek 7)
- 2008–2009:  Miasto gniewu (Crash) jako Callie Wilkinson
- 2009: Castle jako Joanne Delgado (sezon 1 odcinek 7)
- 2010–2013: Prywatna praktyka (Private Practice) jako dr Amelia Shepherd
- od 2010: Chirurdzy (Grey’s Anatomy) jako dr Amelia Shepherd

## Nagrody i nominacje
| Rok  | Kategoria                                                                        | Nagroda      | Rola w serialu                     | Rezultat  |
| ---- | -------------------------------------------------------------------------------- | ------------ | ---------------------------------- | --------- |
| 1999 | Najlepszy drugoplanowy występ aktorski w serialu dramatycznym                    | Gemini Award | Michelle Parker, Twarda gra        | Nominacja |
| 2010 | Najlepszy pierwszoplanowy występ aktorski w serialu dramatycznym lub miniserialu | Gemini Award | Alicja Hamilton, Alicja            | Nominacja |
| 2012 | Najlepszy występ aktorski w serialu dramatycznym                                 | Prism Award  | Amelia Shepherd, Prywatna praktyka | Wygrana   |